# Grabovci (Chorwacja)
Grabovci – wieś w Chorwacji, w żupanii szybenicko-knińskiej, w mieście Vodice. W 2011 roku liczyła 87 mieszkańców.